# Hemibrycon beni
Hemibrycon beni är en fiskart som beskrevs av Pearson 1924. Hemibrycon beni ingår i släktet Hemibrycon och familjen Characidae. Inga underarter finns listade i Catalogue of Life.